# Fury in the Pacific

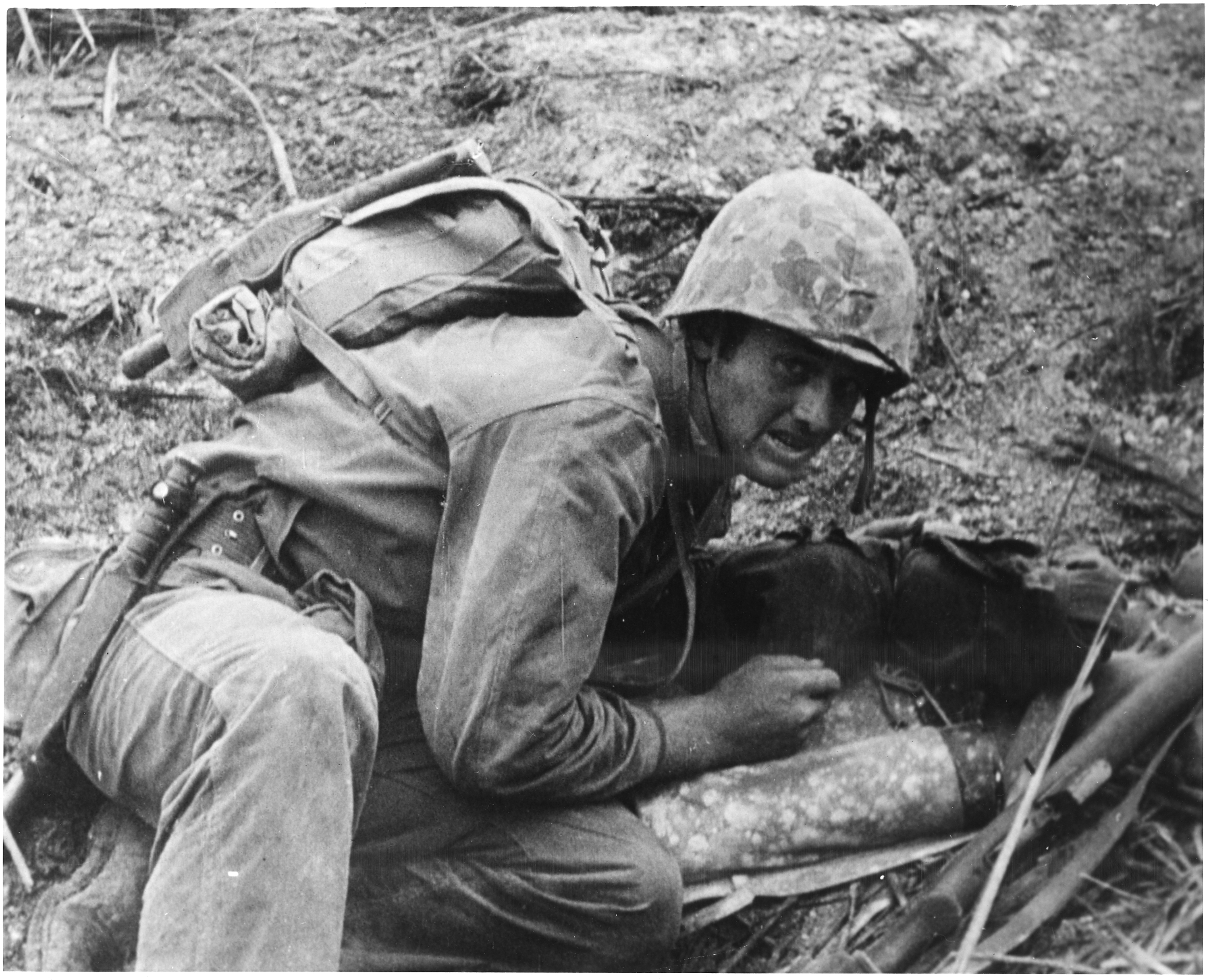
Kadr z filmu

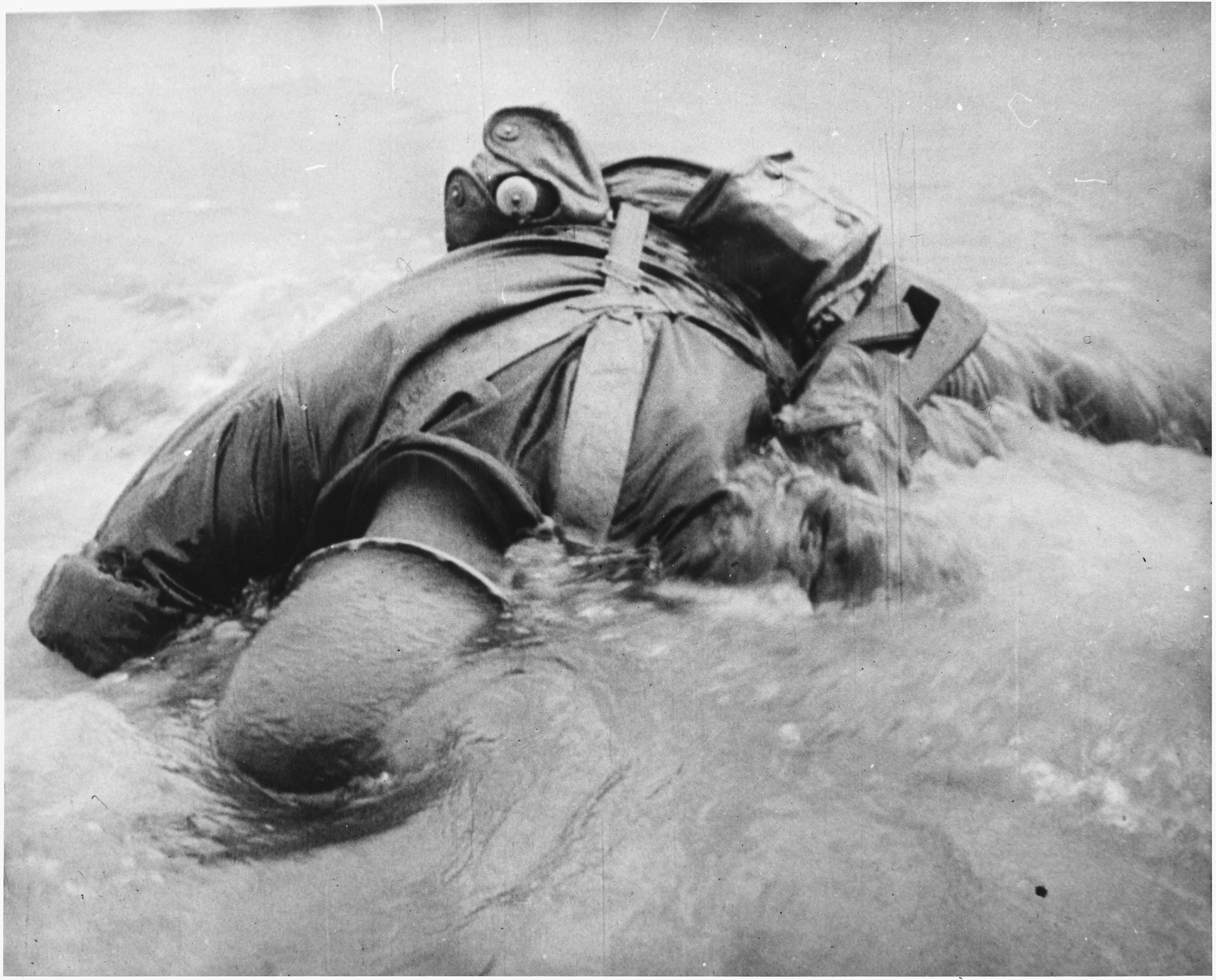
Kadr z filmu

Fury in the Pacific – amerykański krótkometrażowy film dokumentalny z 1945 o bitwach na Peleliu i Angaur stoczonych przez wojska amerykańskie przeciwko Japończykom w 1944 podczas wojny na Pacyfiku w czasie II wojny światowej. W niektórych źródłach podaje się, że reżyserem filmu był Frank Capra, co nie jest prawdą.

## Opis
Dwudziestominutowy czarno-biały dokument składa się z fascynującego ale i brutalnego materiału z amerykańskiego bombardowania, desantu i zajęcia dwóch wysp kontrolowanych przez Cesarską Armię Japońską. Na pierwszy rzut oka Fury in the Pacific wydaje się być kolejną kroniką filmową dokumentującą działania Amerykanów przeciwko Japończykom na Oceanie Spokojnym, ale gdy narrator filmu mówi że podczas nagrywania materiału poległo dziewięciu operatorów, ów dokument nabiera innego znaczenia. Wyjątkowo jak na amerykańską cenzurę czasu wojny pokazano – zamazując lekko obraz – moment przeniesienia zwłok amerykańskiego żołnierza ze wzniesienia na którym poległ na nosze. Dodatkowo żołnierze japońscy przedstawieni są przez narratora filmu nie jako „demoniczne, zdehumanizowane małpy” jak to zwykle bywa ale jako „inteligentni, doświadczeni weterani z Chin i kampanii w Mandżurii”. Być może ma to na celu podkreślenie bohaterstwa zwycięskich Amerykanów i ideału honorowej walki. 
Fury in the Pacific to dokument śmierci i okrucieństwa wojny.

## Obsada
- Richard Carlson jako Narrator (niewymieniony w czołówce)
- William H. Rupertus jako On sam (niewymieniony w czołówce)
- Lewis Puller jako On sam (niewymieniony w czołówce)